# Unterschnaitbach
Unterschnaitbach ist ein Weiler in der Gemeinde Maselheim im  Landkreis Biberach und hat ca. 50 Einwohner.
In Unterschnaitbach gibt eine Kapelle sowie eine Bushaltestelle, welche jedoch nicht mehr angefahren wird. Der namensgebende Schnaitbach fließt am Weiler vorbei. Bis 1974 gehörte Unterschnaitbach zur Gemeinde Laupertshausen, welche zusammen mit Unterschnaitbach am 1. Januar 1975 nach Maselheim eingemeindet wurde.